# Giải vô địch bóng đá bãi biển thế giới 1995
Giải vô địch bóng đá bãi biển thế giới 1995 là giải đấu lần đầu tiên của Giải vô địch bóng đá bãi biển thế giới, giải đấu bóng đá bãi biển quốc tế danh giá nhất dành cho các đội tuyển quốc gia nam cho đến năm 2005, khi giải đã được thay thế bằng phiên bản giải đấu của FIFA. Giải đấu này được tổ chức bởi công ty thể thao Koch Tavares của Brasil (một trong những đối tác sáng lập của Liên đoàn bóng đá bãi biển thế giới).
Giải đấu diễn ra tại Bãi biển Copacabana ở Rio de Janeiro, Brasil. Brasil, đội chủ nhà và đội được yêu thích nhất đã giành chức vô địch trong giải đấu khi đánh bại Hoa Kỳ với tỷ số 8–1 trong trận chung kết, lội ngược dòng để giành chức vô địch thế giới đầu tiên.
Giải đấu ngay lập tức được coi là thành công, dẫn đến việc lập tức lên lịch tổ chức Giải vô địch thế giới lần thứ hai vào năm sau.
Giải đấu này đáng chú ý vì có sự góp mặt của nhiều cựu cầu thủ bóng đá nổi tiếng, thúc đẩy sự nổi tiếng của giải đấu, bao gồm những người Brasil như Zico, Júnior và Cláudio Adão, những người Ý vô địch Giải vô địch bóng đá thế giới 1982 là Alessandro Altobelli và Claudio Gentile, Franco Causio, Gary Stevens và Luther Blissett của Anh, và anh em René và Willy van de Kerkhof của Hà Lan, á quân Giải vô địch bóng đá thế giới 1978.

## Tiền đề
Năm 1994, Koch Tavares đã tổ chức Mundialito de beach soccer, giải đấu bóng đá bãi biển quốc tế đầu tiên tại Brasil, một sự kiện nhỏ có 4 đội tham dự, nhằm mục đích hiểu được mức độ thành công về mặt thương mại của bóng đá bãi biển trong khu vực. Giải đấu có sự tham gia của Brasil, Argentina, Ý và Hoa Kỳ và được mệnh danh là "Giải vô địch thế giới không chính thức". Mundialito được coi là một thành công lớn, tạo động lực cho Koch Tavares tổ chức một giải đấu quốc tế chính thức. Ý tưởng này đã trở thành hiện thực một năm sau đó vào năm 1995 khi Giải vô địch bóng đá bãi biển thế giới đầu tiên được tổ chức – một sự kiện lớn hơn và kéo dài hơn với tám đội so với Mundialito.

## Tổ chức
Thể thức sau đây đã được ban tổ chức quyết định cho lần đầu tiên tổ chức giải vô địch: tám quốc gia tham dự thi đấu theo hai bảng, mỗi bảng bốn đội theo thể thức vòng tròn. Hai đội đứng đầu được vào thẳng vòng bán kết, từ đó giải vô địch được tổ chức theo thể thức đấu loại trực tiếp cho đến khi tìm ra đội vô địch cùng với một trận đấu bổ sung để xác định vị trí thứ ba.
Lễ ra mắt giải đấu diễn ra từ 12:30 ngày 18 tháng 1 tại Khách sạn Rio Internacional, thu hút sự tham dự của báo chí và khách mời để xem lễ khai mạc Giải vô địch thế giới cũng như giải thích về luật thi đấu của môn thể thao mới thành lập và lịch trình của giải đấu. Ngoài ra, đội tuyển Brasil cũng đã tiết lộ với báo chí và tham gia phỏng vấn.
Sự hiện diện của Zico trong đội tuyển Brasil, người đã có hơn 70 lần ra sân cho đội tuyển bóng đá quốc gia Brasil, đã thu hút được sự chú ý đáng kể của báo chí địa phương trước khi giải vô địch bắt đầu. Zico tiết lộ tại buổi ra mắt rằng anh đã nhận lời mời từ người bạn và đội trưởng đội tuyển Brasil, Júnior, để thi đấu tại giải này, mặc dù anh tuyên bố rằng mình "không có phong độ" hiện đã 41 tuổi và đã giải nghệ một năm trước đó.
Sau lễ ra mắt, buổi tập luyện chính thức cho Giải vô địch thế giới bắt đầu vào ngày hôm sau, ngày 19 tháng 1 tại các sân tập bên ngoài sân bãi biển, trước Cung điện Copacabana và kết thúc bằng các buổi tập luyện bên trong sân bãi biển vào ngày 23 tháng 1.
Lễ bốc thăm chia tám đội vào Bảng A và B được tiến hành vào ngày 21 tháng 1 tại Khách sạn Rio Internacional. Brasil và Argentina được phân bổ làm đội đứng đầu hai bảng tương ứng, sau đó sáu đội còn lại được bốc thăm đi cùng.
Giải đấu là một phần của Lễ hội Olympic mùa hè lần thứ 1 (Festival Olímpico de Verão), diễn ra tại sân bãi biển Copacabana với sức chứa 12.000 người. Người hâm mộ được miễn phí vào cửa tất cả các trận đấu. Người hâm mộ được miễn phí vé vào cửa tất cả các trận đấu.
Tổng cộng, 1 triệu USD (1,6 triệu vào năm 2017) đã được đầu tư vào việc tổ chức giải đấu, bao gồm cả tiền trả cho các đội tham dự.

## Đội tuyển
Không có vòng loại cho Giải vô địch bóng đá bãi biển thế giới đầu tiên; các quốc gia chỉ được mời tham dự. Tuy nhiên, những lời mời như vậy không phải là ngẫu nhiên – các quốc gia cụ thể đã được triệu tập.
Koch Tavares, người tổ chức giải đấu, đã quyết định rằng với tư cách là Giải vô địch thế giới đầu tiên của bóng đá bãi biển, vì môn thể thao này là một môn phái sinh của bóng đá, sẽ phù hợp khi sáu đội vô địch của Giải vô địch bóng đá thế giới trong suốt lịch sử (tính đến năm 1995) cử một đội đến Rio (là chủ nhà Brasil, Argentina, Ý, Uruguay, Anh và Đức) và như vậy các quốc gia nói trên đã được mời tham dự, tất cả đều chấp nhận cơ hội.
Để tăng thêm số lượng, Hà Lan và Hoa Kỳ, mặc dù chưa từng giành được danh hiệu vô địch bóng đá thế giới, cũng được tham dự với tư cách là "khách mời".
Châu Phi, châu Á và châu Đại Dương không có đại diện.
| Khu vực châu Âu (4): - Anh - Đức - Ý - Hà Lan Khu vực Bắc Mỹ (1): - Hoa Kỳ | Khu vực Nam Mỹ (2): - Argentina - Uruguay Chủ nhà: - Brasil (Nam Mỹ) |

## Vòng bảng

### Bảng A
| VT | Đội     | ST | T | T+ | B | BT | BB | HS  | Đ | Giành quyền tham dự     |
| -- | ------- | -- | - | -- | - | -- | -- | --- | - | ----------------------- |
| 1  | Brasil  | 3  | 3 | 0  | 0 | 31 | 8  | +23 | 9 | Vòng đấu loại trực tiếp |
| 2  | Ý       | 3  | 2 | 0  | 1 | 15 | 15 | 0   | 6 | Vòng đấu loại trực tiếp |
| 3  | Uruguay | 3  | 1 | 0  | 2 | 18 | 18 | 0   | 3 |                         |
| 4  | Hà Lan  | 3  | 0 | 0  | 3 | 7  | 30 | –23 | 0 |                         |

| Ý | 7–6 | Uruguay |
| - | --- | ------- |
|   |     |         |

| Brasil | 16–2 | Hà Lan |
| ------ | ---- | ------ |
|        |      |        |

| Ý | 6–1 | Hà Lan |
| - | --- | ------ |
|   |     |        |

| Brasil | 7–4 | Uruguay |
| ------ | --- | ------- |
|        |     |         |

| Uruguay | 8–4 | Hà Lan |
| ------- | --- | ------ |
|         |     |        |

| Brasil | 8–2 | Ý |
| ------ | --- | - |
|        |     |   |

### Bảng B
| VT | Đội       | ST | T | T+ | B | BT | BB | HS | Đ | Giành quyền tham dự     |
| -- | --------- | -- | - | -- | - | -- | -- | -- | - | ----------------------- |
| 1  | Hoa Kỳ    | 3  | 3 | 0  | 0 | 11 | 4  | +7 | 9 | Vòng đấu loại trực tiếp |
| 2  | Anh       | 3  | 1 | 0  | 2 | 11 | 12 | –1 | 3 | Vòng đấu loại trực tiếp |
| 3  | Đức       | 3  | 1 | 0  | 2 | 8  | 12 | –4 | 3 |                         |
| 4  | Argentina | 3  | 1 | 0  | 2 | 4  | 6  | –2 | 3 |                         |

- Argentina, Anh và Đức có cùng 3 điểm và mỗi đội có một chiến thắng trước nhau, cùng hiệu số bàn thắng thua (0) trong thành tích đối đầu.
- Các quốc gia sau đó được xếp hạng dựa trên số bàn thắng ghi được trong các trận đấu giữa ba quốc gia trong kết quả đối đầu (ENG 9, GER 7, ARG 3).

| Hoa Kỳ | 5–1 | Đức |
| ------ | --- | --- |
|        |     |     |

| Argentina | 3–2 | Anh |
| --------- | --- | --- |
|           |     |     |

| Anh | 7–6 | Đức |
| --- | --- | --- |
|     |     |     |

| Hoa Kỳ | 3–1 | Argentina |
| ------ | --- | --------- |
|        |     |           |

| Đức | 1–0 | Argentina |
| --- | --- | --------- |
|     |     |           |

| Hoa Kỳ | 3–2 | Anh |
| ------ | --- | --- |
|        |     |     |

## Vòng đấu loại trực tiếp
Ngày 27 tháng 1 được chọn là ngày nghỉ.

### Bán kết
| Hoa Kỳ | 4–3 | Ý |
| ------ | --- | - |
|        |     |   |

| Brasil | 13–2 | Anh |
| ------ | ---- | --- |
|        |      |     |

### Tranh hạng ba
| Anh                                                                        | 7–6      | Ý                                                          |
| -------------------------------------------------------------------------- | -------- | ---------------------------------------------------------- |
| Osman 14' · Blissett 20', 34', 36' · Cunningham 25', 36' (p) · Stevens 35' | Chi tiết | 6' Causio · 8' (p), 9' (p), 31' Altobelli · 14', 26' Soldá |

### Chung kết
| Brasil                                                                                  | 8–1      | Hoa Kỳ      |
| --------------------------------------------------------------------------------------- | -------- | ----------- |
| Neném 14' · Zico 17', 19' (p), ??' · Renan 18' (p), 36' · Edinho 24' · Júnior Negão 27' | Chi tiết | 9' Thompson |

## Vô địch
| Giải vô địch bóng đá bãi biển thế giới 1995 |
| ------------------------------------------- |
| · Brasil · Lần thứ 1                        |

## Giải thưởng
| Vua phá lưới          | Vua phá lưới         |
| --------------------- | -------------------- |
| Zico                  | Alessandro Altobelli |
| 12 bàn                |                      |
| Cầu thủ xuất sắc nhất |                      |
| Júnior                | Zico                 |
| Thủ môn xuất sắc nhất |                      |
| Paulo Sérgio          |                      |

## Bảng xếp hạng giải đấu
| VT | Bg | Đội       | ST | T | T+ | B | BT | BB | HS  | Đ  | Chung cuộc          |
| -- | -- | --------- | -- | - | -- | - | -- | -- | --- | -- | ------------------- |
| 1  | A  | Brasil    | 5  | 5 | 0  | 0 | 52 | 11 | +41 | 15 | Vô địch             |
| 2  | B  | Hoa Kỳ    | 5  | 4 | 0  | 1 | 16 | 15 | +1  | 12 | Á quân              |
| 3  | B  | Anh       | 5  | 2 | 0  | 3 | 20 | 31 | −11 | 6  | Hạng ba             |
| 4  | A  | Ý         | 5  | 2 | 0  | 3 | 24 | 26 | −2  | 6  | Hạng tư             |
|    |    |           |    |   |    |   |    |    |     |    |                     |
| 5  | A  | Đức       | 3  | 1 | 0  | 2 | 8  | 12 | −4  | 3  | Bị loại ở Vòng bảng |
| 6  | B  | Uruguay   | 3  | 1 | 0  | 2 | 18 | 18 | 0   | 3  | Bị loại ở Vòng bảng |
| 7  | B  | Argentina | 3  | 1 | 0  | 2 | 4  | 6  | −2  | 3  | Bị loại ở Vòng bảng |
| 8  | A  | Hà Lan    | 3  | 0 | 0  | 3 | 7  | 30 | −23 | 0  | Bị loại ở Vòng bảng |